# Prescrição médica ilegível
Os termos prescrição médica ilegível e prontuário médico ilegível fazem referência à grafia ilegível de prescrições e prontuários médicos. A expressão letra de médico é uma forma pejorativa de se referir sobre a má caligrafia presente em um destes documentos ou em qualquer texto escrito à mão.
Este problema, presente na caligrafia de profissionais da área da saúde, pode acarretar prejuízos aos pacientes.

## Considerações na medicina
O Conselho Federal de Medicina (CFM) publicou a Resolução nº 1.601/2000 que, em seu artigo 39, determina que as receitas médicas sejam escritas por extenso e de forma legível. Além disso, tem-se ainda o Código de Ética Médica, que em seu terceiro capítulo trata da responsabilidade profissional, proibindo o médico de receitar ou atestar de forma secreta ou ilegível. Não são raros os médicos multados por receitarem de forma ilegível.
De acordo com um conselheiro do CRM do Brasil:
| “ | No bom exercício da medicina está preconizado a letra legível do médico. A letra ilegível pode pôr em risco o atendimento dos pacientes. | ” |

Cabe notar que, no ano de 2009, entrou em vigor no estado brasileiro de Rondônia a lei estadual 2058/09, não só instituindo multa para os médicos que não emitirem receitas em letra legível, mas ainda elevando o valor normalmente cobrado. As multas, por exemplo, podem chegar até 200 UFIR (Unidade Fiscal de Referência), enquanto no Paraná as multas são de, no máximo, 36 UFFI (Unidade Fiscal do Município).

## Soluções
A ilegibilidade dos documentos médicos é um problema que tende a se tornar cada vez menor com o emprego dos meios eletrônicos de registro de histórico médico (prontuário eletrônico) e de prescrição de medicamentos.

## Estatísticas
De acordo com um levantamento de Julho de 2006 feito pela National Academies of Science's Institute of Medicine (IOM), nos Estados Unidos, a má escrita dos médicos mata mais de 7.000 pessoas e erros médicos preveníveis causam danos a mais de 1,5 milhão de pessoas anualmente. Muitos destes erros resultam de abreviações e indicações de dosagem mal escritas e da escrita ilegível em algumas das 3,2 bilhões de prescrições escritas anualmente no Estados Unidos.